# Miribel-les-Échelles
Miribel-les-Échelles – miejscowość i gmina we Francji, w regionie Owernia-Rodan-Alpy, w departamencie Isère.
Według danych na rok 1990 gminę zamieszkiwało 1607 osób, a gęstość zaludnienia wynosiła 55 osób/km² (wśród 2880 gmin regionu Rodan-Alpy Miribel-les-Échelles plasuje się na 532. miejscu pod względem liczby ludności, natomiast pod względem powierzchni na miejscu 235.).